# Pyruvate oxydase
La pyruvate-oxydase est une oxydoréductase qui catalyse la réaction :
pyruvate + phosphate + O2  {\displaystyle \rightleftharpoons }  phosphate d'acétyle + CO2 + H2O2.
Cette enzyme utilise le FAD et le TPP comme cofacteurs. Le FAD est réduit en FADH2 par deux mésomères carbanion/énamine de la 2-hydroxyéthyl-thiamine pyrophosphate (AcTPP) puis oxydé par une molécule d'oxygène pour donner du peroxyde d'hydrogène H2O2 tandis que l'AcTPP est clivé par phosphorolyse pour donner du phosphate d'acétyle et du TPP.